# استفن بول
استفن بول (انگلیسی: Steffen Bohl؛ زادهٔ ۲۸ دسامبر ۱۹۸۳) بازیکن فوتبال اهل آلمان است.
از باشگاه‌هایی که در آن بازی کرده‌است می‌توان به باشگاه فوتبال وی‌اف‌آر آلن، باشگاه فوتبال کایزرسلاوترن، باشگاه فوتبال انرژی کوتبوس، باشگاه فوتبال دویسبورگ، باشگاه فوتبال وهن ویسبادن، و باشگاه فوتبال آینتراخت برانشوایگ اشاره کرد.